# Psychoda oculifera
Psychoda oculifera är en tvåvingeart som beskrevs av Quate 1967. Psychoda oculifera ingår i släktet Psychoda och familjen fjärilsmyggor. Inga underarter finns listade i Catalogue of Life.